# الخلبوص (فلم)
الخلبوص هو فيلم مصري رومانسي-كوميدي، من إخراج إسماعيل فاروق وحازم فودة وتأليف محمد سمير مبروك. الفيلم من بطولة محمد رجب ومحمد سليمان وإيمان العاصي وميريهان حسين. الفيلم هو التعاون الرابع بين السيناريست محمد سمير مبروك والفنان محمد رجب. صدر الفيلم في 29 يوليو 2015، بعد تأجيله أربع مرات. حقق الفيلم أكثر من 3 مليون جنية مصري.

## ملخص القصة
في إطار من الكوميديا الرومانسية، ويتناول العديد من القضايا الاجتماعية والتي يتم تقديمها في إطار كوميدي ساخر. تدور أحداث الفيلم حول شاب يعمل في مجال التصوير، لكن مشكلته الكبرى أنه متعدد العلاقات النسائية، ويتورط في العديد من المشاكل مع أربع بنات في رحلة بحثه عن فتاة الأحلام المثالية التي تصلح لتكون شريكة حياته.

## طاقم العمل
- محمد رجب بدور يوسف
- محمد سليمان
- إيمان العاصي
- ميريهان حسين
- ملك قورة
- إيناس كامل
- عبدالباسط حمودة
- رانيا الملاح
- سامية طرابلسي
- منى فاروق

## ميريهان حسين بدلاً من سارة سلامة
قامت الفنانة الشابة ميريهان حسين تصوير دورها في فيلم «الخلبوص» مطلع هذا الأسبوع وذلك بعد أن حلت بديلة للفنانة سارة سلامة التي تم استبعادها من المشاركة في الفيلم رغم الاتفاق معها في البداية، وجاء مشاركة ميريهان بدلاً من سارة بعد أن قدما سويًا مسلسل «ابن حلال» وقدما شخصيتي صديقتين في الفيلم. وقد استكمل المخرج إسماعيل فاروق تصوير الفيلم مرة أخرى بعد فترة توقف بسبب أجازة عيد الأضحى، بالإضافة إلى سفر بطل العمل محمد رجب إلى الأراضي المقدسة لآداء فريض الحج.

## الصدور
انتهى الفنان محمد رجب من تصوير أكثر من 70% من أحداث فيلمه الجديد «الخلبوص» مع المخرج إسماعيل فاروق، ويتبقى له اسبوعين تصوير ويتم الانتهاء من كافة مشاهد الفيلم نهائيًا. وكان من المقرر أن تطرح الشركة المنتجة وهي «نيوسينشري» الفيلم في موسم أجازة منتصف العام الدراسي، إلا أن هناك اتجاه حاليًا داخل الشركة لتأجيله إلى موسم الصيف القادم، وهذا بسبب استعداد الشركة لطرح فيلم لها في شهر يناير القادم وهو «قدرات غير عادية» للمخرج داوود عبد السيد. حيث حددت شركة دولار فيلم شهر أبريل القادم لطرح فيلمها الجديد «الخلبوص» الذي يقوم ببطولته الفنان محمد رجب، ليتزامن طرحه مع الاحتفال بعيد شم النسيم، وذلك بعد تأجيل عرض الفيلم في موسم منتصف العام الدراسي الجاري بسبب انشغال الشركة بطرح أفلام أخرى لها. ويعمل المخرج إسماعيل فاروق على الانتهاء من كافة العميات الخاصة بالمونتاج والمكساج لتسليم الفيلم للشركة المنتجة جاهزًا للعرض، ثم قررت شركة نيوسينشري بشكل مفاجئ تأجيل طرح فيلم «الخلبوص»، بالسينمات لوقت لاحق بعد أن كان مقرر طرحه يوم 8 أبريل القادم، خلال موسم شم النسيم. وجاء قرار الشركة بدون إبداء أسباب واضحة حتى الآن، خاصةً وأن الأيام الماضية شهدت تصوير فريق العمل للأفيشات الدعائية للعمل مع المصور شريف قمر، كما كانت الشركة تستعد لبدء عمليات الدعاية. قررت شركة نيوسينشري بشكل نهائي طرح فيلمها الجديد «الخلبوص» بطولة محمد رجب خلال موسم عيد الفطر القادم، وذلك بعد تعرض الفيلم للتأجيل أكثر من مرة، أخرها في موسم شم النسيم الجاري. قررت شركة نيوسينشري تأجيل فيلم «الخلبوص» الذي يقوم ببطولته الفنان محمد رجب، الفيلم كان من المفترض أن يعرض في موسم عيد الفطر المقبل، لكن حاليًا هناك اتجاه لعرضه في دور العرض بعد عيد الفطر بأسبوعين. وتعد هذه المرة هي الرابعة التي يتم تأجيل فيها طرح الفيلم خوفًا من المنافسة، خاصة وأن هذا الموسم به أربعة من كبار نجوم الشباك وعلى رأسهم محمد رمضان ومحمد سعد وأحمد عز وهاني رمزي، وسيكون من الصعب حصول الخلبوص على فرصته وسط هذه المنافسة لحامية.

## الدعاية والأعلان

### الملصقات الدعائية

#### الملصق الدعائي الأول للفيلم
طرحت شركة نيوسينشري الملصق الدعائي الأول لفيلمها الجديد «الخلبوص»، وذلك بعد الانتهاء من تصويره مؤخرًا. وتصدر بطل الفيلم الفنان محمد رجب الأفيش، كما ظهرت على الأفيش أيضًا بطلات الفيلم الخمس ولكن بظهورهن، وتستعد شركة نيوسينشري لبدء حملة الدعاية الخاصة بالفيلم، حيث من المقرر طرح الإعلان الرسمي وباقي الأفيشات خلال الأيام القادمة.

#### الملصق الدعائي الثاني للفيلم
طرحت شركة «نيوسينشري» المنتجة لفيلم النجم محمد رجب «الخلبوص» صور دعائية جديدة للعمل، تتلخص في بوسترين جديدين للفيلم المنتظر طرحه بعد عيد الفطر المبارك بأسبوعين. وظهر رجب في البوستر الأول محاطًا ببطلات العمل السيدات هن إيمان العاصي وإيناس كامل ومريهان حسينورانيا ملاح وسامية الطرابلسي، وفي البوستر الآخر ظهر رجب أيضًا بصحبة بطلات الفيلم ولكن بشكل مختلف.

### الفيديو الدعائي للفيلم
طرحت شركة نيوسينشري الإعلان الدعائي الرسمي لفيلم «الخلبوص»، الذي يقوم ببطولته الفنان محمد رجب، والمنتظر طرحه في السينمات يوم الأربعاء القادم 29 يوليو. وظهر في الإعلان بطل الفيلم محمد رجب بشخصية «يوسف»، المصور الفوتوغرافي الذي يواجه العديد من المشاكل بشكل كوميدي بسبب علاقاته النسائية المتعددة حيث تربطه علاقة بخمس فتيات.

### الأغنية الدعائية للفيلم
طرحت الشركة المنتجة لفيلم النجم محمد رجب الجديد «الخلبوص»، الأغنية الدعائية للعمل المنتظر طرحه بدور العرض السينمائية 29 يوليو الجارى. الأغنية بعنوان «بنات حوا»، وهي من غناء المطرب الشعبي عبد الباسط حمودة، وكلمات محمد البوغة، وألحان أحمد العتبانى، وتوزيع باسم منير، وتم طرحها عبر موقع الفيديوهات الشهير «يوتيوب».

## العرض الخاص بالفيلم
قررت شركتي «نيو سينشري» و«دولار فيلم»، تنظيم العرض الخاص لفيلم النجم محمد رجب الجديد «الخلبوص»، يوم الثلاثاء 28 يوليو في سينما بورتو كايرو الساعة الـ9 مساءً، وذلك بحضور فريق عمل الفيلم، وعدد من الصحفيين والمصورين ومراسلي القنوات الفضائية.

## روابط خارجية
- مقالات تستعمل روابط فنية بلا صلة مع ويكي بيانات